# 최진호 (화학자)
최진호(崔珍鎬, 1948년 9월 1일 ~ )는 대한민국의 화학자이다. 현재 이화여자대학교 대외부총장과 이화학술원 석좌교수를 겸임하고 있으며, 이화여자대학교 화학 나노과학과의 석좌교수와 동시에 호주 University of Queensland, Honorary Professor로 활동하고 있다.

## 주요 업적
- 2013. 03 - 현재 호주 University of Queensland, Honorary Professor
- 2012. 08 - 현재 이화여자대학교, 대외부총장
- 2007 - 현재 이화학술원, 석좌교수
- 2005. 06 - 2014. 02 한국과학재단 지능형 나노바이오 소재 연구센터 (SRC), 소장
- 2004 - 현재 이화여자대학교 화학 나노과학과, 석좌교수
- 2003. 07 - 2003. 08 미국 Illinois대학 (UIUC), International Council Professor
- 2002. 03 - 2003. 03 서울대학교 2002년 기초학문육성지원사업, 기초과학분과위원회 위원
- 2000. 09 - 2001. 04 서울대학교 본부 기획위원
- 1999. 07 - 2000. 12 서울대학교 자연과학대학 기획연구실장
- 1998. 06 - 1999. 08 서울대학교 자연과학대학 화학과 학과장
- 1997. 07 - 1996. 06 서울대학교 분자과학연구소 소장
- 1995. 09 - 1997. 09 서울대학교 치의예과 학과장
- 1985. 09 - 1986. 09 프랑스 보르도 1 대학교 고체화학 연구소, 객원교수
- 1981. 09 - 2004. 08 서울대학교 화학과 조교수, 부교수, 교수
- 1981. 02 - 1981. 09 영국 옥스퍼드대학교 무기화학연구소, EC 연구원
- 1979. 05 - 1981. 02 독일 뮌헨대학교 무기화학연구소 DMFC (바이에른 주정부) 연구원

## 수상
- 1997. 5. 대한화학회 학술상
- 2000. 3. 제 7회 대한민국 과학상 (화학분야)
- 2004. 3. 프랑스 정부 공로훈장 (아카데미 기사장)
- 2006. 4. 대한민국 과학기술훈장 (창조장)
- 2007. 4. 대한민국 최고과학기술인상
- 2007. 8. 닮고 싶고 되고 싶은 과학기술인 10인 선정
- 2010. 12. 서울특별시 문화상 (자연과학분야)